# Пулитцеровская премия за выдающееся расследование
Пулитцеровская премия за выдающееся расследование (англ. Pulitzer Prize for Investigative Reporting) — одна из номинаций Пулитцеровской премии, впервые присуждённая в 1953 году в качестве награды за локальный репортаж, созданный без учёта временных ограничений.

За выдающийся пример журналистского расследования, использующий любой доступный журналистский инструмент.Оригинальный текст (англ.)For a distinguished example of investigative reporting, using any available journalistic tool

## История
В 1948 году совет Пулитцеровской премии выделил номинацию «За локальный репортаж», что позволило отделить региональные материалы от национальных и международных. Тем не менее уже в 1953 году было решено разделить категорию ещё на две, чтобы разграничить долгосрочные журналистские расследования и материалы, созданные в условиях временных ограничений. Категории получили оригинальные названия Pulitzer Prize for Local Reporting, No Edition Time и Pulitzer Prize for Local Reporting, Edition Time соответственно. В последующие годы названия и критерии оценивания премий неоднократно менялись, так как жюри регулярно сталкивалось с проблемой сортировки заявок между номинациями. В 1964 году оно решило разделить награды по типам репортажей: общему и новостному. Так, первая из наград получила название Пулитцеровская премия за местное специальное расследование (англ. Pulitzer Prize for Local Investigative Specialized Reporting), что было призвано подчеркнуть её отличие от парной номинации, ориентированной на локальные «общие или самые свежие новости». В 1985 года награда за местное специальное расследование была переименована в Пулитцеровскую премию за выдающееся расследование (англ. Pulitzer Prize for Investigative Reporting).

## Лауреаты

### Премия за местные новости
| Год  | Лауреат                       | Издание                          | Комментарий |
| ---- | ----------------------------- | -------------------------------- | --- |
| 1953 | Эдвард Дж. Моури              | New York World-Telegram          | За репортажи о фактах, способствовавших реабилитации и освобождению Луиса Хоффнера. |
| 1954 | Элвин Маккой                  | Kansas City Star                 | За серию эксклюзивных репортажей, которые привели к отставке председателя республиканского национального комитета К. Уэсли Робертса. |
| 1955 | Роланд Кеннет Тауэри          | Cuero Record (Техас)             | За серии статей, посвящённых скандалу в администрации программы Земельного совета ветеранов в Техасе. Этот 32-летний ветеран Второй мировой войны и бывший японский пленник представил нарушения на уровне проблемы штата, а затем и страны, стимулировав действия государства по исправлению положений земельной программы.       |
| 1956 | Артур Дейли                   | The New York Times               | За выдающееся освещение и комментарии о мире спорта в его ежедневной колонке «Sports of the Times». |
| 1957 | Уоллес Тернер, Уильям Ламберт | Portland Oregonian               | За разоблачение зла и коррупции в Портленде с участием некоторых муниципальных чиновников и членов Международного братства водителей, шоферов, кладовщиков и подсобных рабочих Америки. Журналисты проводили расследование, несмотря на большие помехи и риск расправы со стороны криминальных элементов.                          |
| 1958 | Джордж Д. Беверидж            | Washington Evening Star          | За превосходную и продуманную серию «Метро, город завтрашнего дня» («Metro, City of Tomorrow»), в которой подробно описываются проблемы города Вашингтон (округ Колумбия), что стимулировало широкое общественное обсуждение этих проблем и поощрение дальнейших исследований как государственных, так и частных агентств.         |
| 1959 | Джон Гарольд Брислин          | The Scranton Times-Tribune       | За проявление мужества, инициативы и находчивости во время успешной четырёхлетней кампании по прекращению трудового насилия в своём родном городе, в результате которой десять коррумпированных профсоюзных должностных лиц были отправлены в тюрьму, а местный союз был призван очистить рэкетированные структуры.                |
| 1960 | Мириам Оттенберг              | Washington Evening Star          | За серию из семи статей, разоблачающих мошенничество с подержанными автомобилями в Вашингтоне, округ Колумбия, жертвой которого стало множество неосторожных покупателей. Материалы привели к принятию новых правил по защите населения и послужили предупреждением для других сообществ о существовании подобных опасных практик. |
| 1961 | Эдгар Мэй                     | Buffalo News                     | За серию статей под названием «Наша дорогостоящая дилемма» («Our Costly Dilemma»), рассказывающую о государственных благотворительных услугах штата Нью-Йорк и частично основанную на трёхмесячном опыте журналиста в качестве государственного работника. Серия привела к реформам, привлёкшим внимание всей страны.              |
| 1962 | Джордж Уильям Блисс           | Chicago Tribune                  | За инициативу по раскрытию скандалов в столичном санитарном округе Большого Чикаго, повлёкшую корректирующие действия. |
| 1963 | Оскар Гриффин (младший)       | Pecos Independent and Enterprise | За инициативу в качестве редактора по разоблачению скандала Билли Сола Эстеса и привлечение национального внимания к крупному мошенничеству правительства Соединённых Штатов с последующим дознанием, преследованием и осуждением Эстеса.                                                                                          |

### Премия за местное специальное расследование
| Год  | Издание | Лауреат                  | Комментарий |
| ---- | --- | ------------------------ | --- |
| 1964 | Джеймс В. Маги, Альберт В. Гаудиоси и Фредерик Мейер                                                               | Philadelphia Bulletin    | За разоблачение большого числа мошенничеств, осуществлённых в сговоре с полицией в Южной Филадельфии, что привело к арестам и чистке в управлении полиции.                                                                        |
| 1965 | Джин Гольц | Houston Post             | За обнародование правительственной коррупции в Пасадине, Техас, что привело к широкомасштабным реформам. |
| 1966 | Джон Энтони Фраска                                                                                                 | Tampa Tribune            | За расследование и репортаж о двух грабежах, что привело к освобождению невиновного человека. |
| 1967 | Джин Миллер | Miami Herald             | За инициативное расследование, которое помогло освободить двух человек, неправомерно осуждённых за убийство. |
| 1968 | Джей Энтони Лукас                                                                                                  | New York Times           | За социальный материал, который он написал в ходе исследования жизни и убийства Линды Фицпатрик. |
| 1969 | Альберт Лоуренс Делугач                                                                                            | St. Louis Globe-Democrat | За кампанию против мошенничества и злоупотребления властью в Союзе мастеров Сент-Луиса (англ. St. Louis Steamfitters Union, Local 562).                                                                                           |
| 1970 | Гарольд Юджин Мартин                                                                                               | Montgomery Advertiser    | За публикацию о коммерческой схеме использования заключённых из Алабамы в экспериментах с лекарствами и для получения плазмы крови.                                                                                               |
| 1971 | Уильям Джонс | Chicago Tribune          | За разоблачение сговора между полицией и некоторыми крупнейшими частными компаниями скорой помощи в Чикаго с целью ограничить обслуживание в малообеспеченных районах. Материалы привели к крупным реформам.                      |
| 1972 | Тимоти Леланд, Джерард М. О'Нил, Стивен Куркян и Энн Десантис                                                      | Boston Globe             | За разоблачение процветающей коррупции в Сомервилле, штат Массачусетс. |
| 1973 | Штат Sun Newspapers of Omaha                                                                                       | Sun Newspapers of Omaha  | За раскрытие больших финансовых ресурсов «Бойстауна», что привело к реформам в привлечении и использовании средств этой благотворительной организации.                                                                            |
| 1974 | Уильям Шерман | New York Daily News      | За изобретательные репортажи, разоблачающие чрезмерные злоупотребления программой Нью-Йорка «Медикейд» (англ. New York Medicaid).                                                                                                 |
| 1975 | Штат Indianapolis Star                                                                                             | Indianapolis Star        | За раскрытие информации о коррумпированности местной полиции и обструкционистском правоприменении, что привело к чисткам как в полицейском департаменте, так и в кабинете окружного прокурора.                                    |
| 1976 | Штат Chicago Tribune                                                                                               | Chicago Tribune          | За выявление широко распространённых злоупотреблений в федеральных жилищных программах в Чикаго и раскрытие шокирующих условий в двух частных чикагских больницах.                                                                |
| 1977 | Асель Мур, Уэнделл Роулс-младший                                                                                   | Philadelphia Inquirer    | За сообщения об условиях содержания в государственной больнице Фэрвью для душевнобольных (штат Пенсильвания). |
| 1978 | Энтони Р. Долан | Stamford Advocate        | За серию статей о муниципальной коррупции. |
| 1979 | Гилберт М. Гаул, Эллиот Дж. Джаспин                                                                                | Pottsville Republican    | За материалы о разорении компании Blue Coal людьми, связанными с организованной преступностью. |
| 1980 | Стивен Куркян, Александр Б. Науэс (младший), Нильс Брюзелиус, Роберт М. Портерфилд и Джоан Венночи                 | Boston Globe             | За статьи о транспортной системе Бостона. |
| 1981 | Кларк Халлас, Роберт Б. Лоу                                                                                        | Arizona Daily Star       | За расследование в отношении Атлетического департамента Университета Аризоны. |
| 1982 | Пол Хендерсон | Seattle Times            | За репортажи, которые доказали невиновность человека, осуждённого за изнасилование. |
| 1983 | Лоретта Тофани | Washington Post          | За расследование изнасилований и сексуальных домогательств в пенитенциарном учреждении округа Принс-Джордж, штат Мэриленд. |
| 1984 | Кеннет Купер, Джоан Фитц Джеральд, Джонатан Кауфман, Норман Локман, Гэри Мак Миллан, Кирк Шарфенберг, Дэвид Вессел | Boston Globe             | За серию статей, исследовавшую межрасовые отношения в Бостоне, и примечательный пример служения обществу, который обратил пристальный взгляд на некоторые из самых уважаемых институтов города, включая саму газету Boston Globe. |

### Премия за выдающееся расследование
| Год  | Издание                                                                     | Лауреат                                      | Комментарий |
| ---- | --------------------------------------------------------------------------- | -------------------------------------------- | --- |
| 1985 | Люси Морган, Джек Рид                                                       | St. Petersburg Times                         | За тщательное расследование о шерифе округа Паско Джоне Шорте, которое продемонстрировало коррумпированность подведомственного ему отдела и привело к отстранению правозащитника от должности избирателями. |
| 1985 | Уильям К. Маримов                                                           | Philadelphia Inquirer                        | За раскрытие того факта, что собаки городской полиции атаковали более 350 человек. Разоблачение привело к расследованию подразделения К-9 и удалению из него десятка офицеров. |
| 1986 | Джеффри А. Маркс и Майкл М. Йорк                                            | Lexington Herald-Leader                      | За серию статей «Играя выше правил» («Playing Above the Rules»), которая обнародовала денежные выплаты баскетболистам Университета Кентукки в нарушение правил NCAA и привела к существенным реформам. |
| 1987 | Даниэль Р. Биддл, Х. Г. Биссингер и Фредрик Н. Тульский                     | Philadelphia Inquirer                        | За серию статей «Беспорядок в суде» («Disorder in the Court»), которая раскрыла нарушения правосудия в судебной системе Филадельфии и привела к федеральным и государственным расследованиям. |
| 1987 | Джон Вустендик                                                              | Philadelphia Inquirer                        | За выдающиеся репортажи о тюрьмах, которые также представили доказательства невиновности человека, осуждённого за убийство. |
| 1988 | Дин Бакет, Уильям Гейнс, и Энн Мари Липински                                | Chicago Tribune                              | За подробный отчёт о своекорыстии и растратах, проникших в Чикагский городской совет. |
| 1989 | Билл Дедман                                                                 | Atlanta Journal and Constitution             | За расследования расовой дискриминации, практикуемой кредитными учреждениями Атланты. Репортаж привёл к значительным преобразованиям в этой области. |
| 1990 | Лу Килцер, Крис Исон                                                        | Star Tribune                                 | За репортажи, которые разоблачили сообщество местных граждан, имевших связи с сотрудниками пожарного департамента Святого Павла и получивших выгоду от пожаров, включая те, которые сама пожарная служба характеризовала как возгорания с сомнительным происхождением.                                          |
| 1991 | Джозеф Т. Халлинан и Сьюзан М. Хэдден                                       | Indianapolis Star                            | За шокирующие серии статей о медицинской халатности в штате. |
| 1992 | Лорейн Адамс и Дэн Мэлоун                                                   | Dallas Morning News                          | За репортажи, обвиняющие полицию Техаса в серьёзных должностных преступлениях и злоупотреблениях властью. |
| 1993 | Джефф Бразил и Стивен Берри                                                 | Orlando Sentinel                             | За разоблачение незаконной конфискации миллионов долларов у автомобилистов (большинство из автовладельцев — представители этнических меньшинств) отрядом по борьбе с наркоманией шерифа. |
| 1994 | Штат Providence Journal-Bulletin                                            | Providence Journal-Bulletin                  | За подробный репортаж, который раскрыл повсеместную коррупцию в судебной системе Род-Айленда. |
| 1995 | Брайан Донован, Стефани Саул                                                | Newsday                                      | За рассказы, разоблачающие нарушения прав инвалидов местной полицией. |
| 1996 | Штат Orange County Register                                                 | Orange County Register                       | За репортажи, которые выявили мошеннические и неэтичные практики принятия родов в ведущей исследовательской университетской больнице и подтолкнули к ключевым реформам регулирования. |
| 1997 | Эрик Налдер, Дебора Нельсон и Алекс Тизон                                   | Seattle Times                                | За разоблачение масштабной коррупции и несправедливости в работе жилищной программы для коренных американцев, финансируемой федеральным правительством, что вызвало столь необходимые преобразования. |
| 1998 | Гэри Кон, Уилл Энглунд                                                      | Baltimore Sun                                | За убедительную серию статей о международной индустрии по утилизации судов, выявившую опасности для рабочих и окружающей среды при демонтаже списанных судов. |
| 1999 | Штат Miami Herald                                                           | Miami Herald                                 | За подробный репортаж, выявивший повсеместные фальсификации результатов голосования на выборах мэра, отменённых впоследствии. |
| 2000 | Чо Санг-Хун, Чарльз Дж. Хенли и Марта Мендоза                               | Associated Press                             | За расследование, подкреплённое содержательными документами, которое раскрыло многолетний секрет о том, как американские солдаты в начале Корейской войны расстреляли сотни корейских мирных жителей во время резни на мосту близ Ногылли.                                                                      |
| 2001 | Дэвид Уильям                                                                | Los Angeles Times                            | За изыскательские работы о семи отпускаемых по рецепту небезопасных лекарственных средствах, которые были одобрены Управлением по контролю за продуктами и лекарствами, и анализ политических реформ, снизивших эффективность агентства.                                                                        |
| 2002 | Сари Хорвиц, Скотт Хигхэм и Сара Коэн                                       | Washington Post                              | За серию материалов, раскрывшую роль округа Колумбия в пренебрежении и последовавшей смерти 229 детей, переданных под особое попечение в период с 1993 по 2000 год, что вызвало пересмотр городской системы оценки благосостояния детей.                                                                        |
| 2003 | Клиффорд Дж. Леви                                                           | New York Times                               | За запоминающуюся, блестяще написанную серию статей «Сломанные дома» («Broken Homes»), которая разоблачила плохое обращение с психически больными взрослыми в государственных домах. |
| 2004 | Майкл Д. Саллах, Митч Вайс, Джо Махр                                        | Blade                                        | За веские статьи о зверствах «Тайгер Форс», элитного взвода армии США, во время войны во Вьетнаме. |
| 2005 | Найджел Якисс                                                               | Willamette Week                              | За расследование, разоблачившее длительное тайное недобросовестное сексуальное преступление бывшего губернатора в отношении 14-летней девочки. |
| 2006 | Сьюзан Шмидт, Джеймс В. Гримальди, Джеффри Смит                             | Washington Post                              | За неутомимое расследование деятельности вашингтонского лоббиста Джека Абрамоффа, которое вскрыло коррупцию в Конгрессе и привело к реформам. |
| 2007 | Бретт Блэкледж                                                              | Birmingham News                              | За разоблачение кумовства и коррупции в государственной системе двухгодичных вузов, что привело к увольнению ректора и другим корректирующим действиям. |
| 2008 | Штат Chicago Tribune                                                        | Chicago Tribune                              | За выявление недобросовестного правительственного регулирования игрушек, автокресел и детских кроваток, что привело к массовому отзыву опасных продуктов и стимулировало работу конгресса по ужесточению надзора.                                                                                               |
| 2008 | Уолт Богданич, Джейк Хукер                                                  | New York Times                               | За расследование о токсичных ингредиентах в медицинских и других повседневных продуктах, импортируемых из Китая, что привело к жёстким мерам в отношении американских и китайских чиновников. |
| 2009 | Дэвид Барстоу                                                               | New York Times                               | За неутомимые репортажи, продемонстрировавшие как некоторые отставные генералы, работающие в качестве радио- и телевизионных аналитиков, были кооптированы Пентагоном для представления доводов о войне в Ираке и сколько из них не раскрыли связей с компаниями, выигравших от политики, которую они защищали. |
| 2010 | Барбара Лейкер и Венди Рудерман                                             | Philadelphia Daily News                      | За находчивые репортажи, выявившие мошенников в отделе по борьбе с наркотиками, в результате чего ФБР расследовало и перепроверило сотни уголовных дел, запятнанных скандалом. |
| 2010 | Шери Финк                                                                   | ProPublica в сотрудничестве с New York Times | За материалы, зафиксировавшие неотложные жизненно важные решения, сделанные измученными врачами одной больницы, когда они были отрезаны от внешнего мира наводнениями урагана Катрина. |
| 2011 | Пейдж Сент-Джон                                                             | Sarasota Herald-Tribune                      | За расследование недостатков сомнительной системы страхования собственности, оказавшихся роковыми для домовладельцев Флориды, которое также предоставило удобные данные для оценки надёжности страховщика и принятия мер регулирования.                                                                         |
| 2012 | Мэтт Апуццо, Адам Голдман, Эйлин Салливан, Крис Хоули                       | Associated Press                             | За освещение тайной шпионской программы Нью-Йоркского полицейского управления, контролировавшего повседневную жизнь мусульманских общин. В результате работы в Конгрессе высказывали призывы к федеральному расследованию и дискуссии о надлежащей роли сбора данных внутренней разведкой.                      |
| 2012 | Майкл Дж. Беренс, Кен Армстронг                                             | Seattle Times                                | За расследование того, как малоизвестный правительственный орган в штате Вашингтон заменил у уязвимых пациентов более безопасные обезболивающие на более дешёвый, но более опасный препарат метадон. Освещение ситуации повлекло предупреждения о вреде для здоровья по всему штату.                            |
| 2013 | Дэвид Барстоу, Алехандра Ксаник фон Бертраб                                 | New York Times                               | За отчёты о том, как Wal-Mart широко использовал взяточничество, чтобы доминировать на рынке в Мексике. Материалы привели к изменениям в политике компании. |
| 2014 | Крис Хамби                                                                  | Center for Public Integrity                  | За донесения о том, как некоторые юристы и врачи сфальсифицировали данные, чтобы отменить льготы для угольных шахтёров, поражённых пневмокониозом, что привело к реформированию законодательных мер. |
| 2015 | Эрик Липтон                                                                 | New York Times                               | За репортажи, продемонстрировавшие, как лоббисты могут влиять на лидеров конгресса и генеральных прокуроров штата, склоняя правосудие в пользу богатых и имеющих связи. |
| 2015 | Штат Wall Street Journal                                                    | Wall Street Journal                          | За новаторский проект «Бесплатная медицинская помощь» («Medicare Unmasked»), который предоставил американцам беспрецедентный доступ к ранее конфиденциальным данным о мотивах и практиках поставщиков медицинских услуг.                                                                                        |
| 2016 | Леонора ЛаПетер Антон, Энтони Кормьер и Майкл Брага                         | Tampa Bay Times и Sarasota Herald-Tribune    | За безупречный пример совместного репортажа двух новостных организаций, который выявил рост насилия и пренебрежения в психиатрических больницах Флориды и возложил ответственность на государственных чиновников.                                                                                               |
| 2017 | Эрик Эйр                                                                    | Charleston Gazette-Mail                      | За смелые репортажи, реализованные перед лицом мощного сопротивления и выявившие поток опиоидов, которые поставляли в депрессивные округа Западной Виргинии, где наблюдался самый высокий показатель смертности от передозировки в стране.                                                                      |
| 2018 | Штат Washington Post                                                        | Washington Post                              | За целенаправленные и неустанные репортажи, изменившие ход предвыборной гонки в Сенат в штате Алабама посредством раскрытия предполагаемых прошлых сексуальных домогательств кандидата в отношении девочек-подростков и вызвавшие последующие попытки разрушить журналистское расследование.                    |
| 2019 | Мэтт Гамильтон, Гарриет Райан и Пол Прингл                                  | Los Angeles Times                            | За значимые репортажи о гинекологе из Университета Южной Калифорнии, обвиняемом в насилии над сотнями молодых женщин в течение более четверти века. |
| 2020 | Брайан Розенталь                                                            | New York Times                               | За расследование работы системы Нью-йоркского такси, которое показало, как кредиторы извлекают выгоду из грабительских займов, разрушивших жизнь слабозащищённых водителей. Репортажи привели к федеральным расследованиям и масштабным реформам.                                                               |
| 2021 | Мэтт Рошело, Вернал Коулман, Лаура Кримальди, Эван Аллен и Брендан Маккарти | Boston Globe                                 | За репортаж, который раскрыл систематическую неспособность правительств штатов делиться информацией об опасных водителях грузовиков, которая могла бы удержать их от поездок, который привел к немедленным реформам.                                                                                            |
| 2022 | Кори Г. Джонсон Ребекка Вулингтон Эли Мюррей                                | Tampa Bay Times                              | За убедительное разоблачение высокотоксичных опасностей на единственном заводе по переработке аккумуляторов во Флориде, которое заставило принять меры безопасности для адекватной защиты рабочих и жителей близлежащих районов.                                                                                |
| 2023 | Штат The Wall Street Journal                                                | The Wall Street Journal                      | За проницательный репортаж о финансовых конфликтах интересов среди должностных лиц 50 федеральных агентств, раскрывающий тех, кто покупал и продавал акции, которые они регулировали, и другие этические нарушения со стороны лиц, ответственных за защиту общественных интересов.                              |
| 2024 | Ханна Дрейер                                                                | New York Times                               | За серию глубоко проработанных историй, раскрывающих ошеломляющие масштабы детского труда мигрантов в Соединенных Штатах, а также корпоративные и правительственные провалы, которые способствуют его сохранению.                                                                                               |
| 2025 | Штат агентства Рейтер                                                       | Reuters                                      | За серию репортажей о простоте изготовления фентанила в домашних условиях в США и о цепочке поставок его прекурсоров из Китая. |